# Thallarcha lechrioleuca
Thallarcha lechrioleuca là một loài bướm đêm thuộc phân họ Arctiinae, họ Erebidae.